# Paramulona nephalistis
Paramulona nephalistis là một loài bướm đêm thuộc phân họ Arctiinae, họ Erebidae.